# Nice and Friendly
Nice and Friendly es una película de cine estadounidense del año 1922 con dirección, guion y actuación de Charles Chaplin que el mismo hiciera como regalo de bodas para Lord and Lady Mountbatten.

## Reparto
- Charles Chaplin	... 	Vagabundo.
- Jackie Coogan	... 	Muchacho
- Edwina Ashley... 	Heroína
- Louis Mountbatten	... 	Héroe
- Edwina Neilson
- Frederick Neilson
- Sarah Pell
- Stephen Pell
- Colonel Robert M. Thompson

## Comentario
No hay un verdadero argumento en este pequeño cortometraje, que fue hecho en la casa de Chaplin como regalo de bodas para Lord y Lady Mountbatten que se encontraban de luna de miel en California. La línea argumental consiste en que Lady Mountbatten tiene un valioso collar de perlas que un gran número de pillos quieren robar. Charlie Chaplin, pese a que está vistiendo su acostumbrado atuendo de vagabundo es llamado para atrapar a los ladrones, lo que hace con un martillo de madera que aparece de súbito en sus manos. Entonces los desmayados ladrones son alineados en el césped cerca de Jackie Coogan, que al principio de la película escondido bajo una frazada sin ninguna razón aparente.